# Daniil Utkin
Daniil Pavlovič Utkin (in russo Даниил Павлович Уткин?; Aksaj, 12 ottobre 1999) è un calciatore russo, centrocampista dell'Achmat Groznyj in prestito dal Rostov.

## Caratteristiche tecniche
È un centrocampista centrale.

## Carriera

### Club
Cresciuto nel settore giovanile del Krasnodar, ha esordito in prima squadra il 1º novembre 2018 disputando l'incontro di Coppa di Russia vinto ai rigori contro il Kryl'ja Sovetov Samara.

### Nazionale
Ha giocato nelle nazionali giovanili russe Under-16, Under-17, Under-18, Under-19 ed Under-21; con quest'ultima nazionale nel 2021 ha anche partecipato agli Europei di categoria.
Nel 2022 ha giocato 2 partite e segnato una rete con la nazionale maggiore russa.

## Statistiche
Statistiche aggiornate al 21 aprile 2019.

### Presenze e reti nei club
| Stagione        | Squadra         | Campionato      | Campionato | Campionato | Coppe nazionali | Coppe nazionali | Coppe nazionali | Coppe continentali | Coppe continentali | Coppe continentali | Altre coppe | Altre coppe | Altre coppe | Totale | Totale | Totale |
| Stagione        | Squadra         | Comp            | Pres       | Reti       | Comp            | Pres            | Reti            | Comp               | Pres               | Reti               | Comp        | Pres        | Reti        | Pres   | Reti   |        |
| --------------- | --------------- | --------------- | ---------- | ---------- | --------------- | --------------- | --------------- | ------------------ | ------------------ | ------------------ | ----------- | ----------- | ----------- | ------ | ------ | ------ |
| 2017-2018       | Krasnodar-2     | 2D              | 2          | 0          |                 | -               | -               |                    | -                  | -                  |             | -           | -           | 2      | 0      |        |
| 2018-2019       | Krasnodar-2     | 1D              | 22         | 9          |                 | -               | -               |                    | -                  | -                  |             | -           | -           | 22     | 9      |        |
| 2018-2019       | Krasnodar       | PL              | 4          | 0          | CR              | 2               | 0               | UEL                | 0                  | 0                  |             | -           | -           | 6      | 0      |        |
| Totale carriera | Totale carriera | Totale carriera | 28         | 9          |                 | 2               | 0               |                    | -                  | -                  |             | -           | -           | 30     | 9      |        |